# Gustav Adolf von Götzen

Gustav Adolf Graf von Götzen (1908)

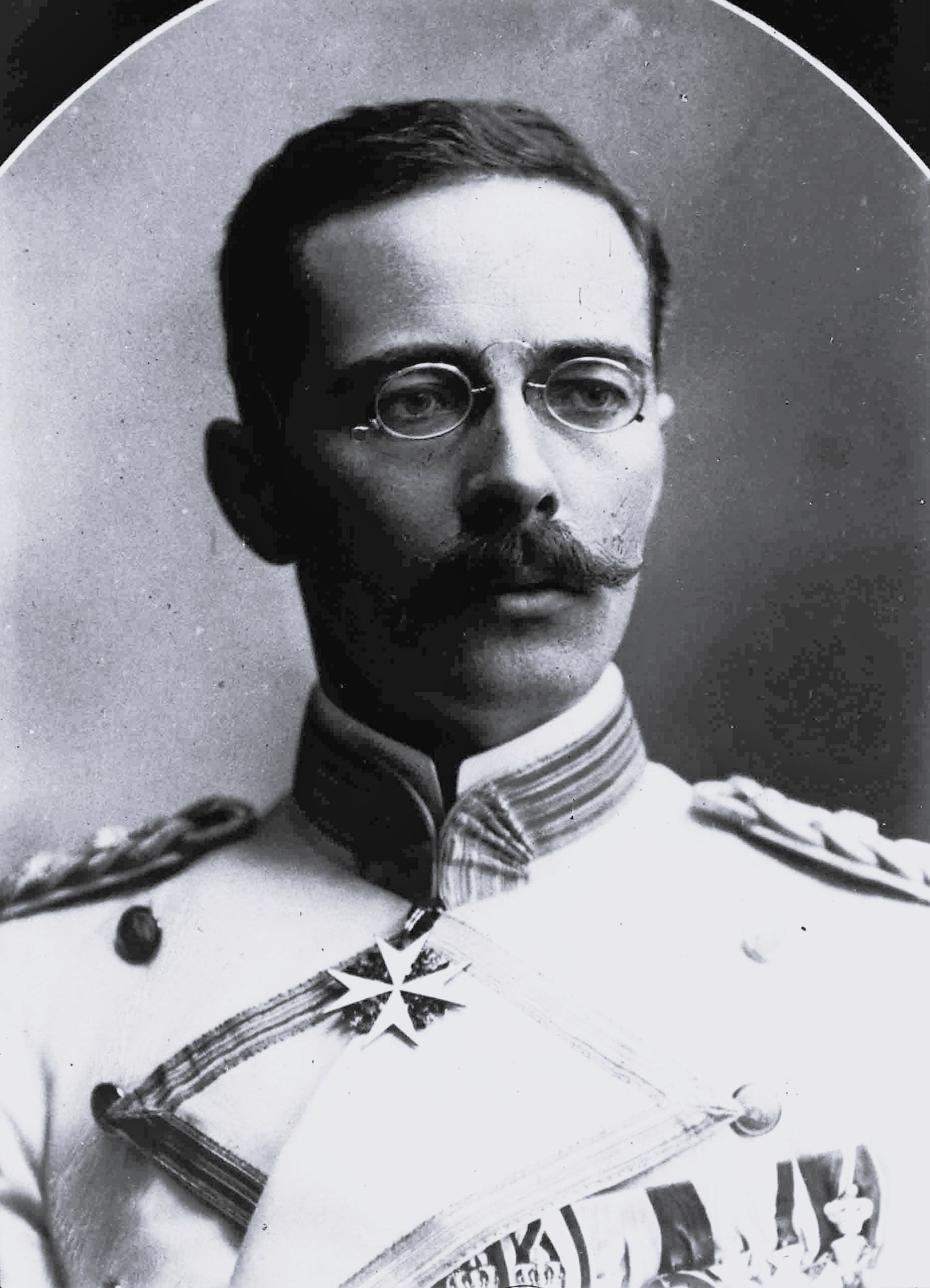
Gustav Adolf Graf von Götzen

Gustav Adolf Graf von Goetzen (* 12. Mai 1866 auf Schloss Scharfeneck in der Grafschaft Glatz, Provinz Schlesien; † 1. Dezember 1910 in Berlin) war ein deutscher Ostafrikaforscher und Gouverneur von Deutsch-Ostafrika.

## Studium, Militär und Diplomatische Laufbahn
Götzen wurde 1866 als Sohn des preußischen Premierleutnants Adolf Graf von Götzen (1821–1879) und dessen Ehefrau Wanda von Zedlitz und Neukirch (1845–1922), Äbtissin des Zedlitzschen Damenstifts Kapsdorf, auf dem Schloss Scharfeneck (Obersteine, Kreis Neurode) in Schlesien geboren. Das Schloss hatte der Vater 1847 von seinem kinderlos verstorbenen Onkel Adolf Sigismund von Götzen geerbt. 
Er studierte von 1884 bis 1887 in Paris, Berlin und Kiel Rechts- und Staatswissenschaften. 1885 trat er in das 2. Garde-Ulanen-Regiment ein und wurde 1887 zum Offizier ernannt. Von 1890 bis 1891 war er Militärattaché an der Deutschen Botschaft in Rom und unternahm von dort aus einen Jagdausflug zum Kilimandscharo, dem eine Reihe berühmt gewordener Reisen nach Afrika und Kleinasien folgten.
Die erste Reise nach Kleinasien unternahm Götzen, der als Offizier zur Kriegsakademie kommandiert worden war, 1892 mit Major Walther von Diest (1851–1932).

## Expedition von 1893/94
Nachdem 1885 Carl Peters mit der Inbesitznahme des Gebietes der tanganjikanischen Küste für Deutschland begonnen hatte, stellte sich die Aufgabe, auch das Hinterland bis zum Kongo-Territorium zu erkunden. Hierfür organisierte Götzen 1894 eine Expedition, die in das Gebiet des heutigen Ruanda führte, das er als erster Deutscher betrat; auf dieser Reise sah er auch als erster Europäer den Kiwusee. Mit der Absicht, Zentralafrika zu erforschen, brach Götzen mit Georg von Prittwitz und Gaffron (1861–1936) und dem Arzt Hermann Kersting am 21. Dezember 1893 von Pangani an der deutsch-ostafrikanischen Küste auf und marschierte durch die Gebiete der Massai, Nord-Uniamwesi und Usuwi.
Am 2. Mai 1894 überschritten die Expeditionsteilnehmer den Kagera und gingen nach Ruanda hinein, das bis dahin nur von Oskar Baumann 1892 am Ostrand berührt worden war. Sie bestiegen einen der höchsten Gipfel der Virunga-Vulkane, den Msumbiro und den noch tätigen Vulkan Nyiragongo. Am 29. Juni entschloss sich Götzen, westlich durch den Urwald von Uregga vorzudringen. Nach großen Strapazen erreichten sie am 21. September den Kongo bei Kirundu und am 29. November Matadi nahe der Mündung des großen Stroms in den Atlantik.

## Militärdienst
Im Januar 1895 kehrte Götzen nach Deutschland zurück und war von 1896 bis 1898 Militärattaché in Washington. Nach seiner Rückkehr zum Berliner Generalstab der Armee wurde er 1900 zum Hauptmann befördert.

## Gouverneur Deutsch-Ostafrikas
Auf Grund seiner Kenntnisse der lokalen Gegebenheiten wurde Götzen im März 1901 unter Beförderung zum Major als Gouverneur Deutsch-Ostafrikas ernannt. Nachdem es schon Ende der 1880er Jahre Aufstände der einheimischen Bevölkerung gegen die Kolonialbestrebungen gegeben hatte, musste sich Götzen 1905 mit dem Ausbruch des Maji-Maji-Aufstandes auseinandersetzen, der bald etwa die Hälfte der Kolonie erfasste, womit dieser Aufstand kaum hinter dem Hererokrieg in Deutsch-Südwestafrika zurückstand, auch wenn er in der Öffentlichkeit weniger wahrgenommen wurde. Von Götzen sah sich gezwungen, Verstärkung aus Deutschland anzufordern, mit deren Hilfe er den Aufstand niederschlug. Schätzungen der Todesopfer der dem Aufstand aufgrund der Politik der verbrannten Erde folgenden Hungersnot liegen auf Seiten der Aufständischen je nach Quelle bei 75.000, 100–120.000 oder 200–300.000, während die Schutztruppe unter Götzen offiziellen Angaben zufolge 15 Europäer und 389 afrikanische Soldaten verlor.

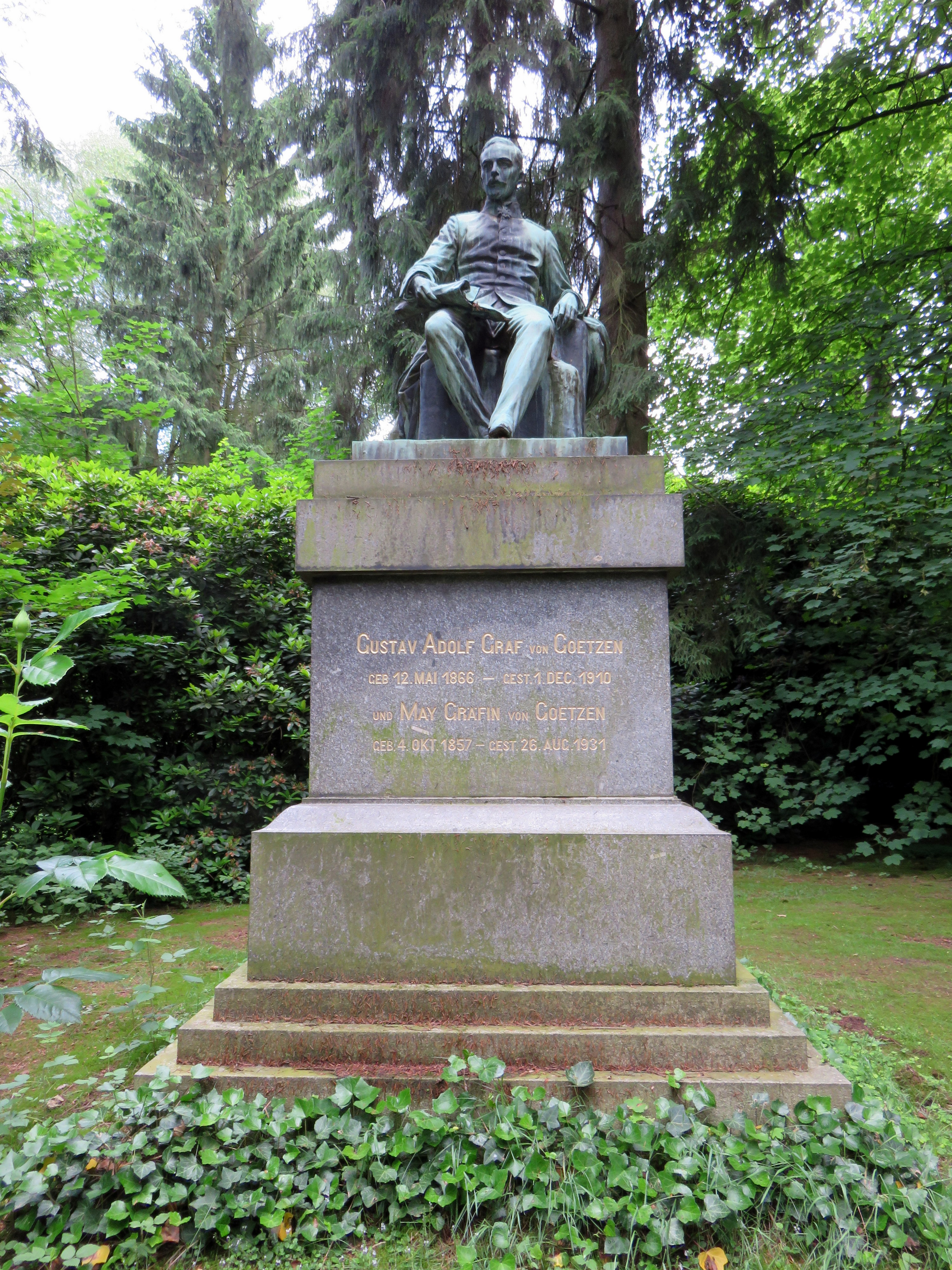
Grabmal „von Goetzen“ auf dem Friedhof Ohlsdorf

## Rückkehr nach Deutschland
1906 gab von Götzen den Gouverneursposten wegen seiner angegriffenen Gesundheit an Freiherr von Rechenberg ab und kehrte nach Deutschland zurück. Er arbeitete weiterhin an der deutschen Kolonialpolitik mit, insbesondere als Mitglied der Deutschen Kolonialgesellschaft. 1908 wurde er königlich preußischer Gesandter und bevollmächtigter Minister bei den Hansestädten und den Großherzogtümern Mecklenburg in Hamburg.
Gustav Adolf von Götzen starb am 1. Dezember 1910 in Berlin. Sein Grabmal mit einer Bronze-Skulptur des deutschen Bildhauers Gustav Eberlein befindet sich auf dem Ohlsdorfer Friedhof in Hamburg an der Norderstraße nahe Nordteich.

## Werke
- Durch Afrika von Ost nach West. Berlin (1895) online
- Deutsch-Ostafrika im Aufstand 1905/06. Berlin (1909)

## Auszeichnungen und Ehrungen (Auswahl)
Am 2. Februar 1895 erhielt von Götzen die Carl-Ritter-Medaille.
1913 wurde ein Dampfschiff nach ihm benannt, die heutige Liemba. Sie wurde in der Papenburger Meyer-Werft gebaut und auf den Namen Goetzen getauft. Anschließend wurde sie in Einzelteile zerlegt und am Tanganjikasee in Afrika wieder zusammengesetzt. Sie wurde zwischenzeitlich versenkt, wieder gehoben und verkehrt heute noch auf dem See. Die Goetzen/Liemba ist das älteste bis heute noch fahrende Verkehrsschiff der Welt. Allerdings ist die Dampfmaschine schon lange durch einen Diesel ersetzt; und das Schiff muss altersbedingt immer wieder (mit deutscher Unterstützung) zur Sanierung auf Reede.
Ein 1957 durch Thure Georg Sahama und Kai Hytönen beschriebenes Mineral erhielt ihm zu Ehren den Namen Götzenit.